# Wesley van Swol
Pour les articles homonymes, voir Swol.
Wesley van Swol (né en 1977 à Delft), mieux connu sous le nom de scène Partyraiser, est un producteur néerlandais et disc jockey de techno hardcore.

## Biographie
Wesley van Swol est né en 1977 à Delft, et a grandi à Wateringen. Jeune, Wesley est un passionné de culture américaine, tout comme ses parents. Ils roulent en voiture américaine, et écoutent du rock 'n' roll.
Partyraiser commence sa carrière en 1993. En 1995, il prend part à ses premiers événements, et remporte en 1996 sa première compétition de DJing. Il enregistre son premier EP en 1997, conjointement avec Bart Revier du groupe Endymion ; A New World Order sort chez Dutch Gabber Network Records (référence catalogue DGN003), un sous-label de Megarave Records. Cette année-là, il dispose de sa propre émission de radio sur Radio Delta, à La Haye, où il prend part à de nombreux événements. Il voyage, notamment aux États-Unis, joue à Houston en 2002, et Oklahoma City en 2004. Mais il faut attendre 2005 et sa signature durable chez Megarave Records pour qu'il sorte de nouvelles compositions, qui lui assurent véritablement sa popularité au sein de la scène gabber et parmi le public néerlandais à partir de 2006. Des suites de ces succès, il se lance dans l'organisation d'un événement, One Man//Half Machine Project le 28 janvier 2006, suivi le 28 avril 2007 de One Man//Half Machine Project 2, soirées ayant toutes deux pris place au Borchland, à Amsterdam.
Il participe aux événements hardcore, notamment en 2005, Project Hardcore, Thunderdome lors duquel Partyraiser est chaleureusement ovationné par le public qui scande son nom, ainsi que des dates en Italie et en Suisse ; puis Nightmare et « Flockers » — soirée anniversaire du réseau social Partyflock — au Gelredome d'Arnhem en 2006, Reverze en 2011, ainsi qu'à la soirée Project Hardcore et la tournée européenne de Thunderdome Radio de 2012. En 2013, la société événementielle B2S lui confie l'organisation de la line up d'une des salles de son événement Thrillogy, le 26 octobre au Jaarbeurs Utrecht.
En 2013, il quitte Megarave Records pour Rige, qui lui offre la possibilité de prendre la tête de son propre sous-label, Partyraiser Records. Il y accueille des artistes comme Exotane ou Darkcontrollers. Il joue également cette année-là en live au Pont Aeri, en compagnie de Drokz lors de l'événement Nightmare in Barcelona, le 6 juillet, à Los Angeles, près de dix ans après sa dernière scène américaine, ou encore au Defqon.1 en Australie ; cette année-là, on lui totalise plus de mille soirées à son actif. En mars 2014, il joue lors de l'édition Empire of Eternity de Masters of Hardcore. Il est en concert en France au Titan discothèque à Couzon-au-Mont-d'Or, le 30 août.

## Style musical
Jeune, Partyraiser commence à écouter de la house dans sa tendance hard, en 1989. Il fait ensuite l'acquisition d'une platine Marantz, puis d'une table de mixage Alecto, pour commencer à mixer par ses propres moyens. Il parvient avec cet équipement à créer les sons qui lui plaisent. Sa mère lui offre ensuite deux platines Technics SL-1200 Mk2 en 1993. C'est à partir de ce moment que Partyraiser commence vraiment sa carrière créative, avec le soutien jamais démenti de sa famille.
En 2004, l'artiste décide d'infléchir son style vers quelque chose de plus dur. Partant du constat que le hardcore de 1993 était devenu le mainstream de 2004, et que les DJ présentaient des sets assez similaires, Partyraiser fait le choix de pousser son son afin de se démarcher. En 2006, il définit son style comme le fruit de nombreuses influences, dont il réalise une synthèse gabber dans sa composante la plus hard. Toutefois, il ne se rattache pas à l'industrial hardcore, au terrorcore ou au speedcore, et l'early hardcore ne fait pas partie fréquemment de ses mixes. Il avoue également qu'Elvis Presley est un de ses artistes favoris,.
Partyraiser indique lors d'une interview en 2010, donnée à l'occasion de l'événement This is Hardcore in Luxembourg, que le seul message que comporte sa musique est une sorte de carpe diem, une invitation à profiter de la vie, notamment au travers de la musique. En 2013, lors de l'événement Thrillogy, B2S confie à Partyraiser le line-up d'une salle à la tonalité innovante, intronisant en quelque sorte un nouveau sous-genre, le « hardste hardcore » ou « uptempo hardcore » ; Partyraiser s'identifie alors comme la figure de proue de ce qui n'est pas encore une scission, mais une tendance du hardcore néerlandais.

### Production
Depuis ses débuts en 1997 avec Bart Revier d'Endymion pour A New World Order, Partyraiser a fréquemment travaillé en collaboration avec d'autres artistes, comme Tieum en 2005 ou Paul Elstak. Si ses prestations en solo sont très en vogue depuis 2006, il sort régulièrement des œuvres conjointes. C'est encore le cas en 2013, où il sort avec Drokz Who's the Hardest. Cet opus est remarqué pour son son très « hard », sans pour autant que celui-ci sorte du giron du style gabber pour se caler sur les sons terror ou dark.
Au fil de la progression de sa popularité, les grands acteurs de l'événementiel lui confient des prestations particulières. Notamment, B2S confie à Partyraiser le mix de l'album sorti à l'occasion de l'événement Project Hardcore. En 2014, c'est au tour des organisateurs d'Harmony of Hardcore de lui confier la composition de l'hymne de l'événement The Myths Of The Ultimate Hardcore Feeling, conjointement avec F. Noize et MC Syco ; c'est lui qui le joue sur la scène principale lors de l'événement, le 7 juin 2014.

## Partyraiser Records
À la fin juillet 2013, Partyraiser fonde Partyraiser Records, label discographique à son nom. Le premier EP qu'il publie atteint les premières places des ventes sur le site de téléchargement légal Hardtunes.com. Le lancement a lieu lors d'une soirée spécialement organisée à Bochum, en Allemagne, le 27 juillet 2013.

## Récompense
- 2005 - catégorie Meilleur DJ de techno hardcore - Pays-Bas[2]

## Discographie

### Albums de remix
- 2012 : #PH12 (Be Yourself Music) (CD2 ; CD1 mixé par Dyprax)

### EP
- 1997 : A New World Order (avec DJ Distroyer) (Dutch Gabber Network Records)
- 2005 : One Man // Half Machine
- 2005 : This is the Future (avec Triax) (Hellbound Records)
- 2006 : Harder dan de Rest (Megarave Records)
- 2006 : Here I Cum (avec Tieum) (Arena)
- 2006 : Hoodoo (avec DJ Lunatic et Miss Hysteria) (Bassmachine Records)
- 2006 : Nitromethane (avec DJ Lunatic et Miss Hysteria) (Bassmachine Records)
- 2007 : Assassins Remixes (avec Triax) (Megarave Records)
- 2007 : The Joke (avec Human Resource, DJ Lunatic, Miss Hysteria, Wicked) (K.N.O.R. Records)
- 2008 : Focking Niet Normaal! (avec Scrape Face) (Megarave Records)
- 2008 : Machine City
- 2009 : Time to Raise the Party (Megarave Records)
- 2012 : Bitch Mary Anne / Witnie (Megarave Records)
- 2013 : La Bomba (Partyraiser Records)
- 2013 : Like an Animal (Partyraiser Records)
- 2013 : Who's the Hardest (avec Drokz) (Masters of Hardcore)
- 2015 : Sound Becomes One (avec Destructive Tendencies) (Partyraiser Records)
- 2018 : Sound Becomes Two (avec Destructive Tendencies) (Partyraiser Records)

### DVD
- 2007 : One Man // Half Machine Project 2
- 2008 : The Ultimate Solo Conflict